# Evangelische Kirche Geismar (Frankenberg)

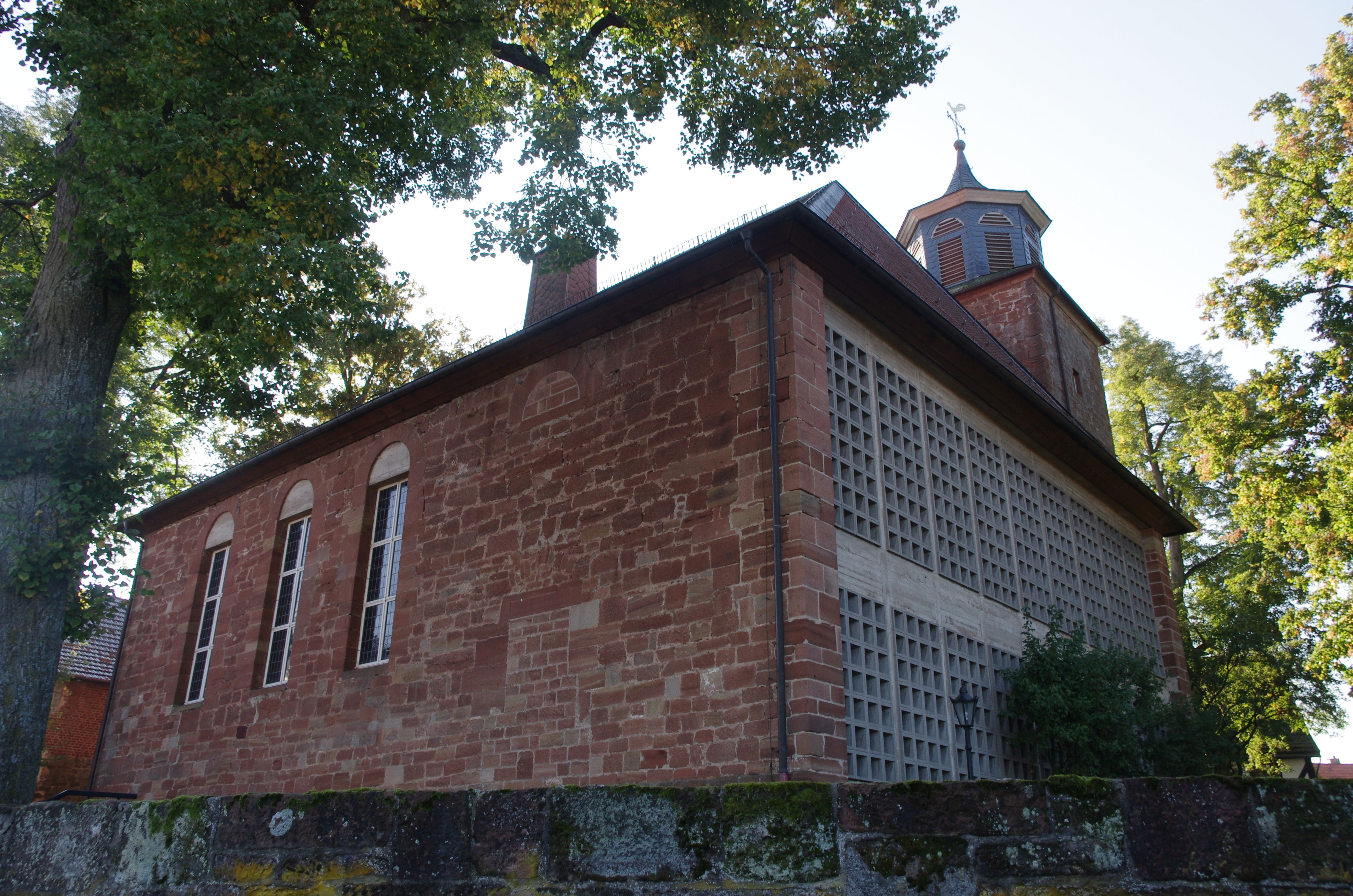
Evangelische Martinskirche in Geismar

Die evangelische Martinskirche steht in Geismar, einem Stadtteil von Frankenberg im Landkreis Waldeck-Frankenberg in Hessen. Die Kirchengemeinde gehört zum Kirchspiel Frankenau-Geismar II im Kirchenkreis Eder der Evangelischen Kirche von Kurhessen-Waldeck. Die Martinskirche befindet sich im Südwesten der Ortslage und ist über die von der Bundesstraße 253 abzweigende Straße Teichberg erreichbar.

## Beschreibung
Das kleine Dorf Geismar, damals mit dem Namen Geismaria bezeichnet, war ein Vorort des kirchlichen Sendbezirkes im Dekanat Kesterburg des Archidiakonats St. Stephan in Mainz und wurde durch das Patronat von Graf Arnold von Schaumburg und Heinrich von Keseberg verwaltet. Mit dem Aussterben der Keseberger ging das Patronat an Graf Johann von Nassau über, der Johann von Hohenfels mit der Kirche belehnte. Das Patronat wurde im Jahr 1512 dem Johanniterorden in Wiesenfeld geschenkt und mit Einführung der Reformation in Hessen im Jahr 1527 ging es an den Landgrafen von Hessen über.
Der Vorgängerbau der heutigen Kirche war um das Jahr 1800 für die vielen Gläubigen des Kirchspiels zu klein geworden und in einem schlechten baulichen Zustand. Der Neubau der Kirche verzögerte sich aufgrund der napoleonischen Zeit und wurde nach Plänen vom Landbaumeister Arend in Marburg in der Zeit von 1826 bis 1829 ausgeführt. Aufgrund vieler Baumängel mussten im 19. Jahrhundert Reparaturen durchgeführt werden und man dachte im Jahr 1905 erneut über einen Neubau der Kirche nach. Dieser geplante Neubau wurde in den Jahren 1964 bis 1965 durch einen abgewandelten Umbau ausgeführt. Die Kirche wurde um ein Drittel verkleinert, die Westwand wurde ersetzt durch eine moderne wabenförmige Verglasung und ein Flachdach wurde errichtet, das im Jahr 1991 durch ein optisch gefälligeres Walmdach auf dem Kirchenschiff ersetzt wurde. In den Innenräumen entfernte man die Einrichtung zu großen Teilen. Erhalten wurden die umlaufenden Emporen und der Kanzel-Orgel-Aufbau an der östlichen Altarseite. Bei der Renovierung im Jahr 1991 wurde die Orgel restauriert, eine neue Heizung installiert und der Innenraum ockergelb gestrichen. Der Altarraum wird durch die künstlerisch gestalteten Fenster mit dem Vaterunser und dem Kruzifix aus Holz der Vorgängerkirche aus dem 17. Jahrhundert aufgewertet.
Nach den ausgeprägten Umbauten aus dem Jahr 1964 verblieb von der ursprünglichen im Jahr 1826 erbauten Kirche lediglich der dreigeschossige klassizistische Kirchturm aus rotem Sandstein. Er besteht aus lagenhaft vermauerten großen Quadern, einer einfachen Freitreppe mit Tür, zwei kleinen Fenstern und einem Fledermausfenster. Ein stark auskragendes Obergeschoss mit breitem, profiliertem Traufgesims wird von einem im späten 20. Jahrhundert erneuertem achteckigen Aufsatz abgeschlossen.
Der bestehende Turm der alten Kirche mit der Adresse Teichberg 3 in Geismar ist im Denkmalverzeichnis des Landesamts für Denkmalpflege Hessen als Kulturdenkmal aus geschichtlichen und städtebaulichen Gründen eingetragen.